# Terrence W. Wilcutt
Terrence Wade Wilcutt (* 31. Oktober 1949 in Russellville, Bundesstaat Kentucky, USA) ist ein US-amerikanischer Astronaut.
Wilcutt erhielt 1974 einen Bachelor in Mathematik von der Western Kentucky University und war anschließend Mathematiklehrer an einer High School, bevor er 1976 ins United States Marine Corps eintrat. Er wurde zum Piloten ausgebildet und auf Stützpunkten in Hawaii, Japan, Südkorea und den Philippinen eingesetzt.
Von 1983 bis 1986 war Wilcutt Pilotenausbilder für das Kampfflugzeug F-18 Hornet. Anschließend arbeitete er als Testpilot am Naval Aircraft Test Center in Patuxent River (Maryland).

## Astronautentätigkeit
Im Januar 1990 wurde Wilcutt als Astronautenanwärter von der NASA ausgewählt und anschließend zum Shuttle-Piloten ausgebildet. Er ist derzeit stellvertretender Direktor der Abteilung Safety and Mission Assurance am Johnson Space Center.

### STS-68
Am 30. September 1994 flog Wilcutt als Pilot mit der Raumfähre Endeavour zum ersten Mal in den Weltraum. STS-68 war der zweite Flug des Space Radar Laboratory. Die zwei Hauptinstrumente an Bord waren das SIR-C/X-SAR (Shuttle Imaging Radar-C/X-Band Synthetic Aperture Radar) und MAPS (Measurement of Air Pollution from Satellites). Am 11. Oktober landete die Raumfähre auf der Edwards Air Force Base in Kalifornien.

### STS-79
STS-79 startete am 16. September 1996 zur Raumstation Mir vom Kennedy Space Center, wo die Mission auch später wieder endete. Das Space Shuttle Atlantis war vier Tage an der Raumstation angekoppelt. Bei dieser Mission wurde das Mir-Besatzungsmitglied Shannon Lucid von John Blaha, der mit STS-81 zurückflog, abgelöst. Nach dem Austausch von Versorgungsgütern und Experimenten kehrte die Raumfähre nach zehn Tagen am 26. September auf die Erde zurück.

### STS-89
Am 23. Januar 1998 startete Wilcutt als Kommandant der Raumfähre Endeavour zur Raumstation Mir. Eine Aufgabe der Mission war es, den an Bord der Mir befindlichen US-Astronauten David A. Wolf gegen Andrew S. W. Thomas auszutauschen. Außerdem wurden wissenschaftliches Gerät und Versorgungsgüter zur Mir gebracht.

### STS-106
Am 8. September 2000 startete Wilcutt als Kommandant der Raumfähre Atlantis zur Internationalen Raumstation (ISS). Hauptaufgaben der Mission waren der Transport von Versorgungsgütern und die Vorbereitung der Station auf die Ankunft der 1. Stammbesatzung. Nach dem Andocken an die ISS unternahmen Juri Malentschenko und Edward Lu einen Weltraumausstieg um zwischen den ISS-Modulen Swesda und Sarja ein Kabel zu verlegen und ein Magnetometer zu installieren. Am 20. September 2000 landete die Mission nach 11 Tagen, 19 Stunden und 12 Minuten auf Cape Canaveral.

## Privates
Terrence Wilcutt ist verheiratet und hat zwei Kinder.